# 新北市三峽區建安國民小學
新北市三峽區建安國民小學成立於1961年4月，位於三峽區安坑里，屬偏遠迷你學校。

## 校史
1961年4月，創校名為大成國民學校建安分校。1963年8月，獨立為建安國民學校。1968年，改制為建安國民小學。1996年，創辦幼稚園。2014年4月14日美國環保署長蒞臨建安國小參觀校園。2015年6月獲國家環境教育獎。

## 歷任校長

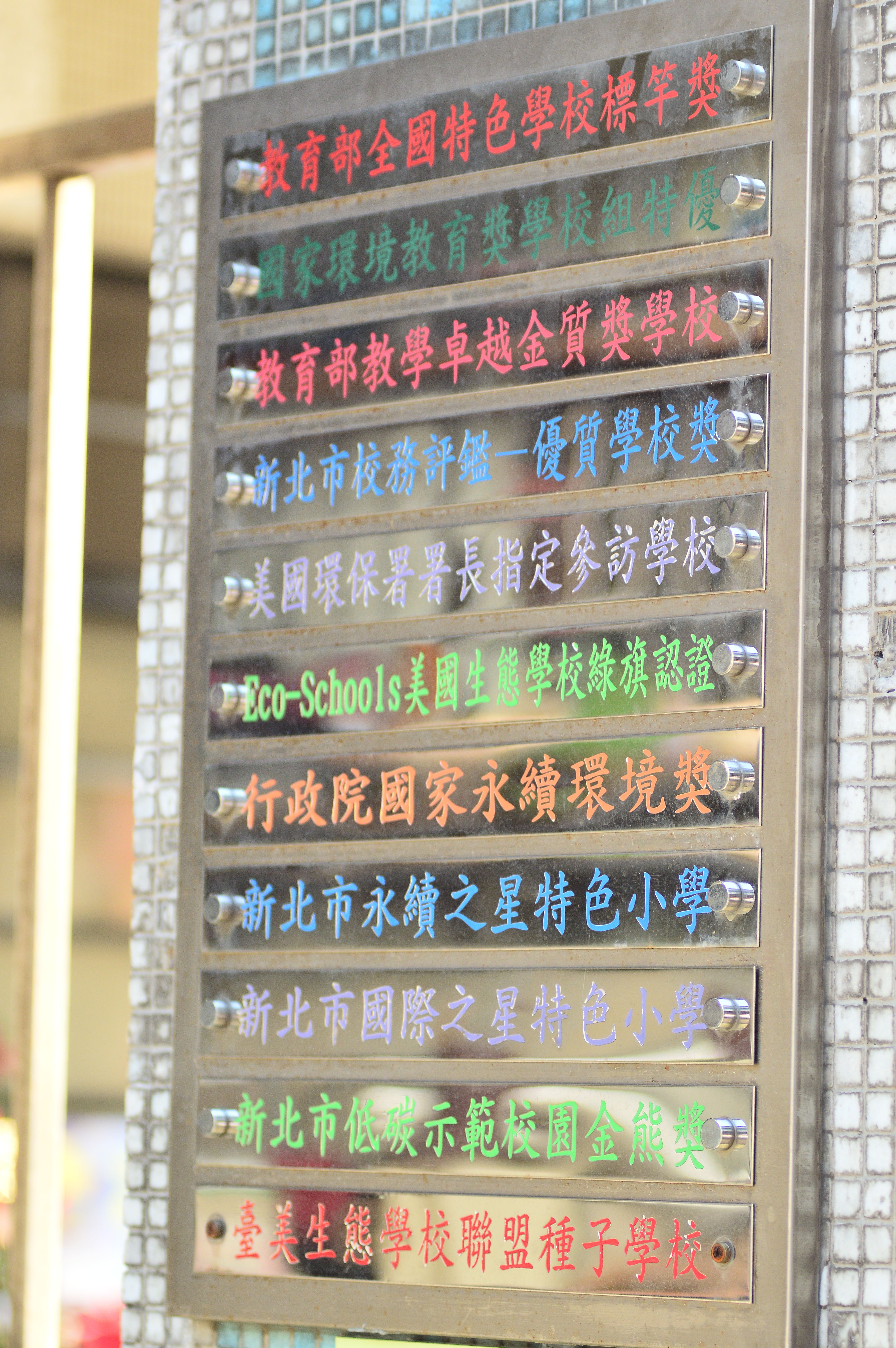
建安國小獲獎榮譽

- 第一任校長王新喜（1963年－1968年）
- 第二任校長李欽銘（1968年－1972年）
- 第三任校長詹銘坤（1972年－1976年）
- 第四任校長王添生（1976年－1987年）
- 第五任校長鄭勇吉（1987年－1991年）
- 第六任校長郭正忠（1991年－1997年）
- 第七任校長葉坤煌（1997年－2000年）
- 第八任校長吳來旺（2000年8月－2002年7月）
- 第九任校長陳木城（2002年8月－2006年7月）
- 第十任校長陳玄謀（2006年8月－2012年7月）
- 第十一任校長許仁利（2012年8月1日－2018年7月）
- 第十二任校長朱玉環（2018年8月1日－2021年7月）
- 第十三任校長林美秀（2021年8月1日- )

## 特色活動教學
建安國民小學乃新北市特色學校，致力於實踐節能和環保外交，全校節能減碳並實行廢物再利用，進行生態環境與能源教育。以「水資源」、「能源」及「生物多樣性」三項申請生態學校，被授予《台美生態學校聯盟最高榮譽綠旗》。2014年4月14日，美國環保署長吉娜·麥卡錫當日至台灣大學發表演說前，先到建安國小參觀低碳教室及生態池，對其環保實作方面與社區的密切合作給予嘉許。

## 參考資料

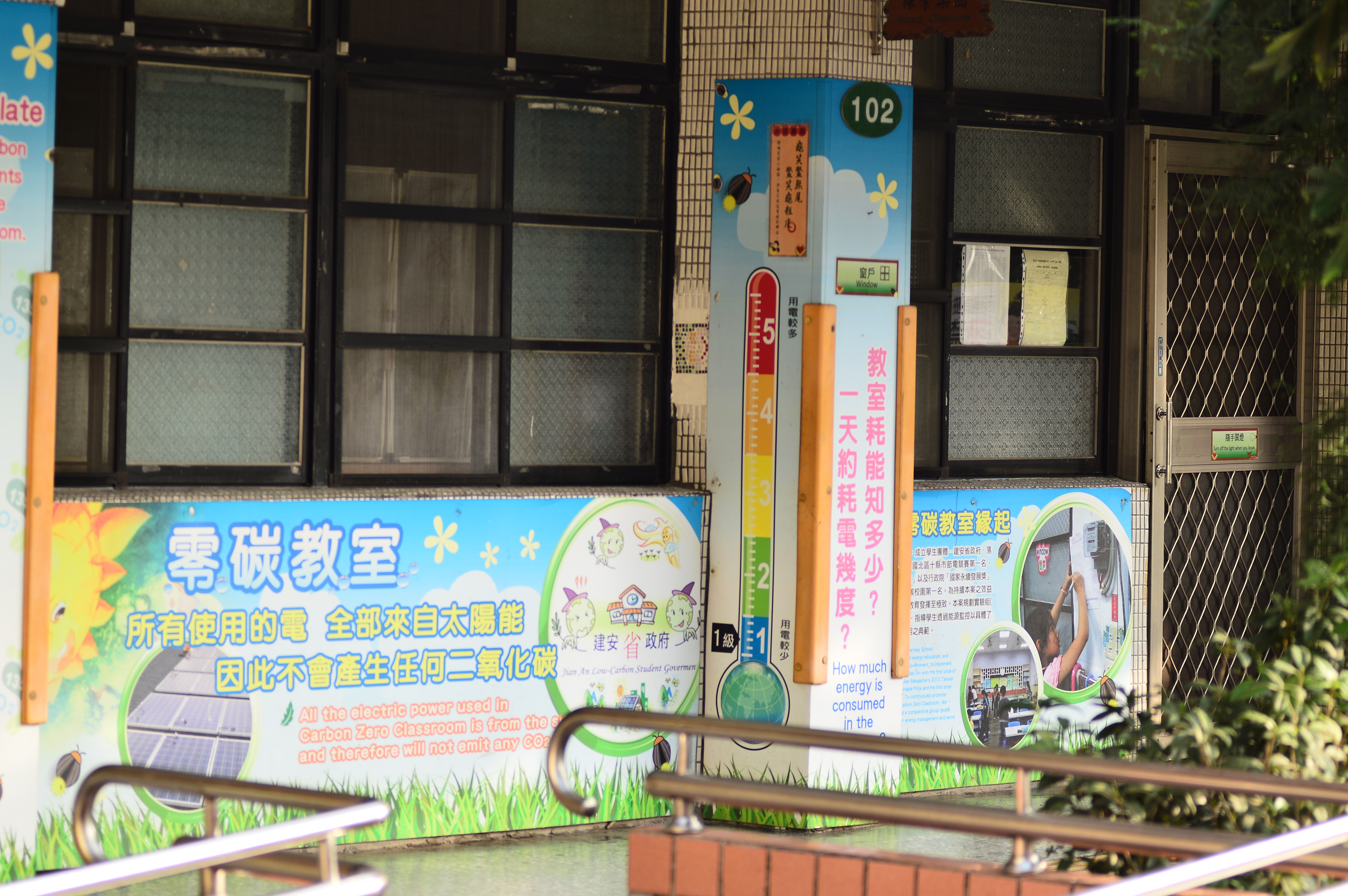
建安國小校園一景

## 外部連結
- 新北市三峽區建安國民小學 （页面存档备份，存于）
- 台灣行政院環境保護署《國家環境教育獎-新北市三峽區建安國民小學ː 新北美麗後花園 生態永續小暗坑》 （页面存档备份，存于）